# Alpes da Vanoise e do Grande Arc
Os Alpes da Vanoise e do Grande Arc  (em italiano:  Alpi della Vanoise e del Grand Arc) é um maciço que faz parte dos Alpes Ocidentais na sua secção ds Alpes Graios e se encontra no departamento francês da Saboia. O ponto mais alto é a Grande Casse com 3 855 m.
A origem do nome vem do região onde se encontra o Parque nacional da Vanoise e da montanha Grand Arc.
Em volta do maciço encontra-se o Colo do Iserão, o Rio Arc, e o Rio Isère.

## SOIUSA

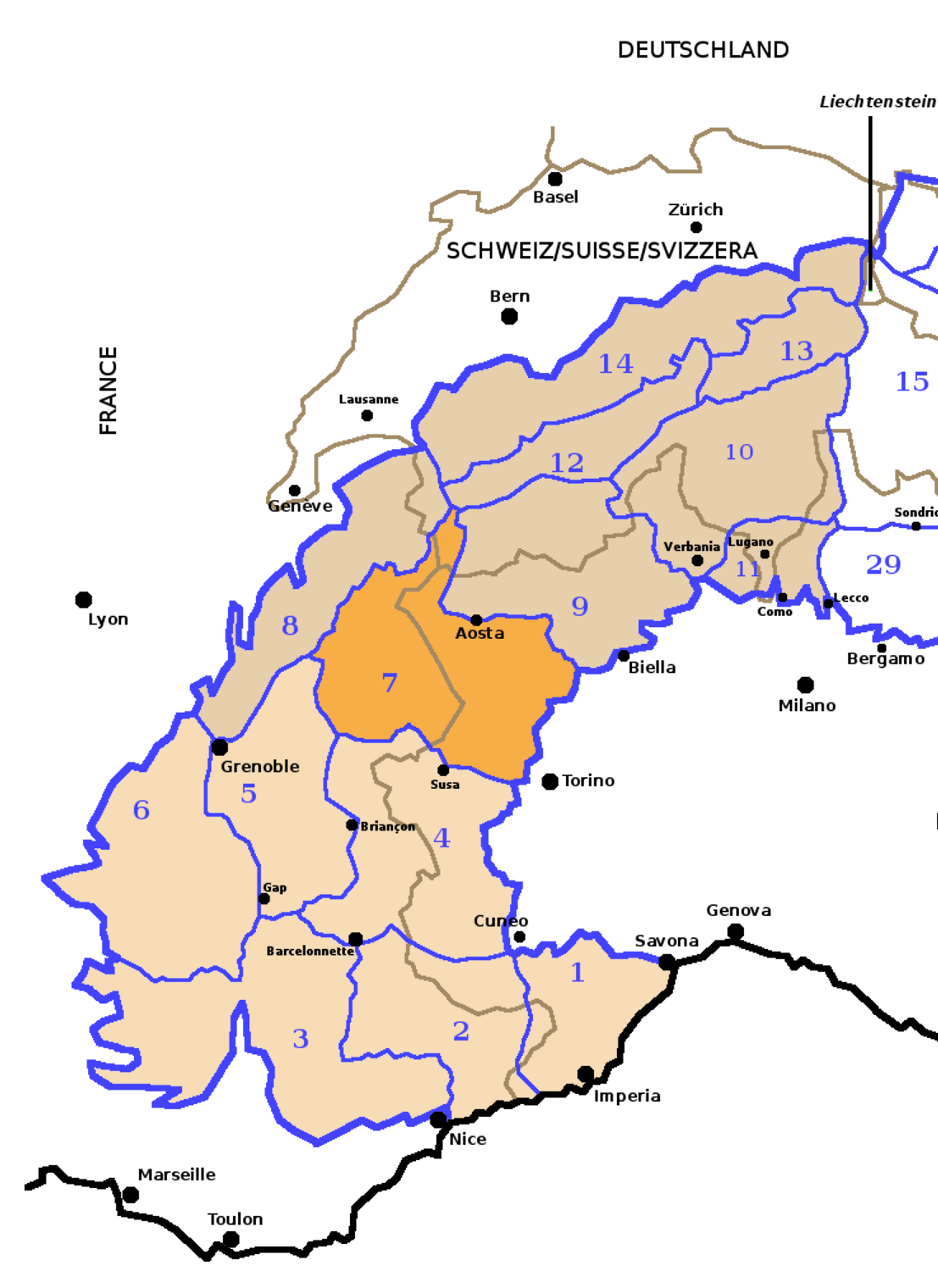
Zona de localização 7

A Subdivisão Orográfica Internacional Unificada do Sistema Alpino (SOIUSA) criada em 2005, dividiu os Alpes em duas grandes partes:Alpes Ocidentais e Alpes Orientais, separados pela linha formada pelo  Rio Reno - Passo de Spluga - Lago de Como - Lago de Lecco.
Os Alpes de Lanzo e da Alta Maurienne, Alpes da Vanoise e do Grande Arc, Alpes da Grande Sassière e do Rutor, Alpes do Grand Paradis, Alpes do Monte Branco, e Alpes do Beaufortain formam os Alpes Graios.

### Classificação  SOIUSA
Segundo a SOIUSA este acidente orográfico chama-se Alpes da Vanoise e do Grande Arc e é uma Sub-secção alpina  com a seguinte classificação:
- Parte = Alpes Ocidentais
- Grande sector alpino = Alpes Ocidentais-Norte
- Secção alpina = Alpes Graios
- Sub-secção alpina = Alpes da Vanoise e do Grande Arc
- Código = I/B-7.II

## Imagens

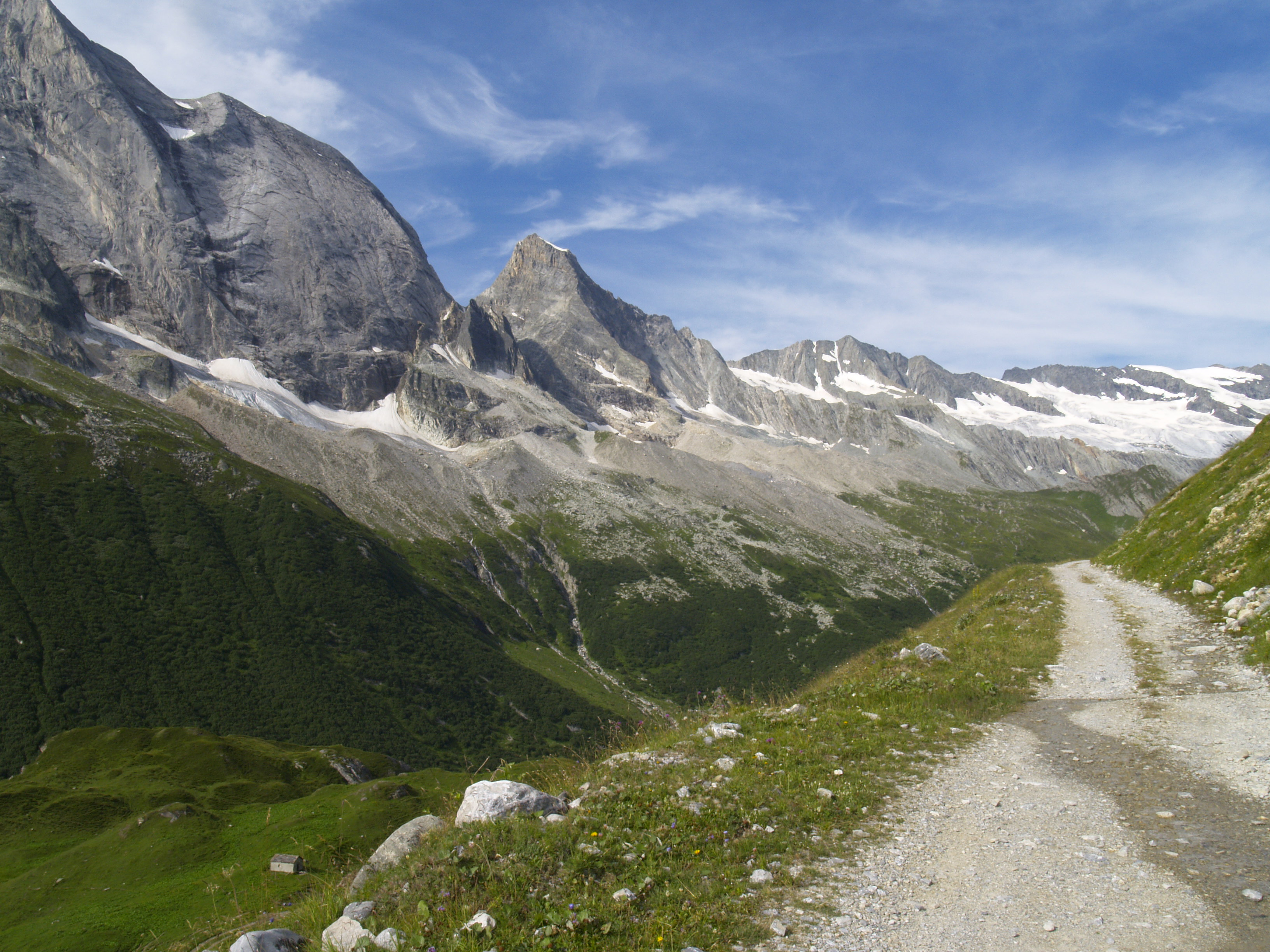
Os Alpes da Vanoise
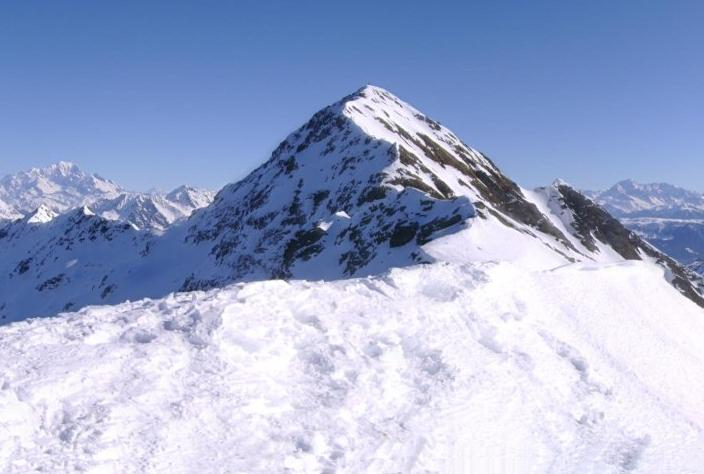
O Grand Arc